# 代奥米德湾
代奥米德湾（俄语：Бухта Диомид）是滨海边疆区符拉迪沃斯托克城区五一区的海湾，入口处深度约22米到26米，面积0.48平方公里，岸长3.2公里。加里宁街和卓娅·科斯莫杰米扬斯卡娅街沿海湾平行走向。1862年以瓦西里·马特韦耶维奇·巴布金指挥的代奥米德号双桅帆船命名。